# 西野山古墓
西野山古墓（にしのやまこぼ、西野山古墳）は、京都府京都市山科区西野山岩ヶ谷町にある平安時代初期の墓。史跡指定はされていない。出土品は「山科西野山古墳出土品」として国宝に指定されている。
数々の優品の出土で注目されるが、調査後に所在は失われている。近年では坂上田村麻呂の墓とする説が有力視される。

## 概要
京都市東部、山科盆地西縁の六条山から南東に延びる丘陵端部に位置する。1919年（大正8年）に発見されて多数の遺物が出土し、調査が実施されたのち所在不明となり、開発で失われたとする見解の報告の一方、近年の踏査・測量調査で所在確認の報告がなされている。
墳形は明らかでない。埋葬施設は木炭槨で、地山に掘り込んだ竪穴の内部において、木棺・木炭が認められている。槨内からは金銀平脱双鳳文鏡・金装大刀を始めとして、革帯飾石・刀子・鉄鏃・鉄板・瓦硯・陶製水滴・鉄釘など多数の副葬品が出土している。特に双鳳文鏡・金装大刀は類例のほとんどない優品であり、鉄板も類例の少ない資料として注目される。
築造時期は、平安時代初期頃と推定される。被葬者は明らかでないが、近年では坂上田村麻呂に比定する説が有力視される。副葬品の内容から高位の人物であることは確実とされ、当時の貴族の実態を知るうえで重要視される遺跡になる。
出土品は1953年（昭和28年）に国宝に指定されている。

## 遺跡歴
- 1918年（大正7年）、地元住民による竹林の土入れ・開墾の際、マツ古木の伐採で木炭出土[3]。
- 1919年（大正8年）
  - 3月、木炭の多量出土、副葬品出土（京都大学に寄贈）。
  - 発掘調査（梅原末治ら京都大学考古学研究室、1920年に報告）[3]。
- 1936年（昭和11年）9月6日、国宝保存法に基づき出土品が「山科西野山古墳出土品」として国宝（旧国宝）に指定[4]。
- 1950年（昭和25年）、文化財保護法施行により出土品が国の重要文化財に指定。
- 1953年（昭和28年）3月31日、出土品が国宝（新国宝）に指定[4]。
- 昭和30年代後半以降、所在不明[5]。
- 1985年（昭和60年）、周辺道路際に「この付近西野山古墓」の石標建立。
- 2015-2020年（平成27-令和2年）、踏査・測量調査。所在確認か（西野浩二・井上竜也、2021年に報告）[3]。

## 埋葬施設
埋葬施設としては木炭槨が構築されている。地山に長さ約2.7メートル・幅約1.5・深さ0.7メートルの竪穴を掘り込んだもので、内部に木棺を据え、間を木炭で充填していたと見られる。槨の上は小規模な台状の墳丘封土で覆われる。槨内では、竪穴の底付近で多数の副葬品が出土している（ただし調査出土ではないため、出土状況は発見者の記憶を基に図化されている）。
同様の「木炭槨木棺墓」は全国で21例（近畿地方で19例）が知られる。その1つの西山古墓（木津川市市坂）は、1992年度（平成4年度）に発見された際、木棺の周りを木の板で囲いその間に木炭が充填された状況が判明している。西野山古墓と類似する埋葬施設構造であり、同様に鉄板が出土した点でも注目される。

## 出土品
1919年（大正8年）の発掘で出土した副葬品は次の通り。
- 金銀平脱双鳳文鏡 - 正倉院で同種のものが伝世される程度の優品[1]。
- 金装大刀 - 類品のない優品[1]。
- 革帯飾石
- 刀子
- 鉄鏃 十数
- 鉄板 2 - 近畿地方を中心に6例が知られる[1]。2006年（平成18年）の保存処理の際、墓誌の可能性を考慮してX線撮影が行われたが、文字の確認には至っていない[8]。上述の西山古墓での類例出土の際には、買地券と推測される[7]。
- 瓦硯
- 陶製水滴
- 鉄釘 数十

以上の出土品は発見者から京都大学に寄贈され、現在は京都大学総合博物館所蔵として国宝に指定されており、2006年（平成18年）には保存処理が実施されている。

## 被葬者
西野山古墓の被葬者は明らかでない。近年では坂上田村麻呂に比定する説が有力視されるほか、中臣氏一族に比定する説などが挙げられる。

### 坂上田村麻呂説

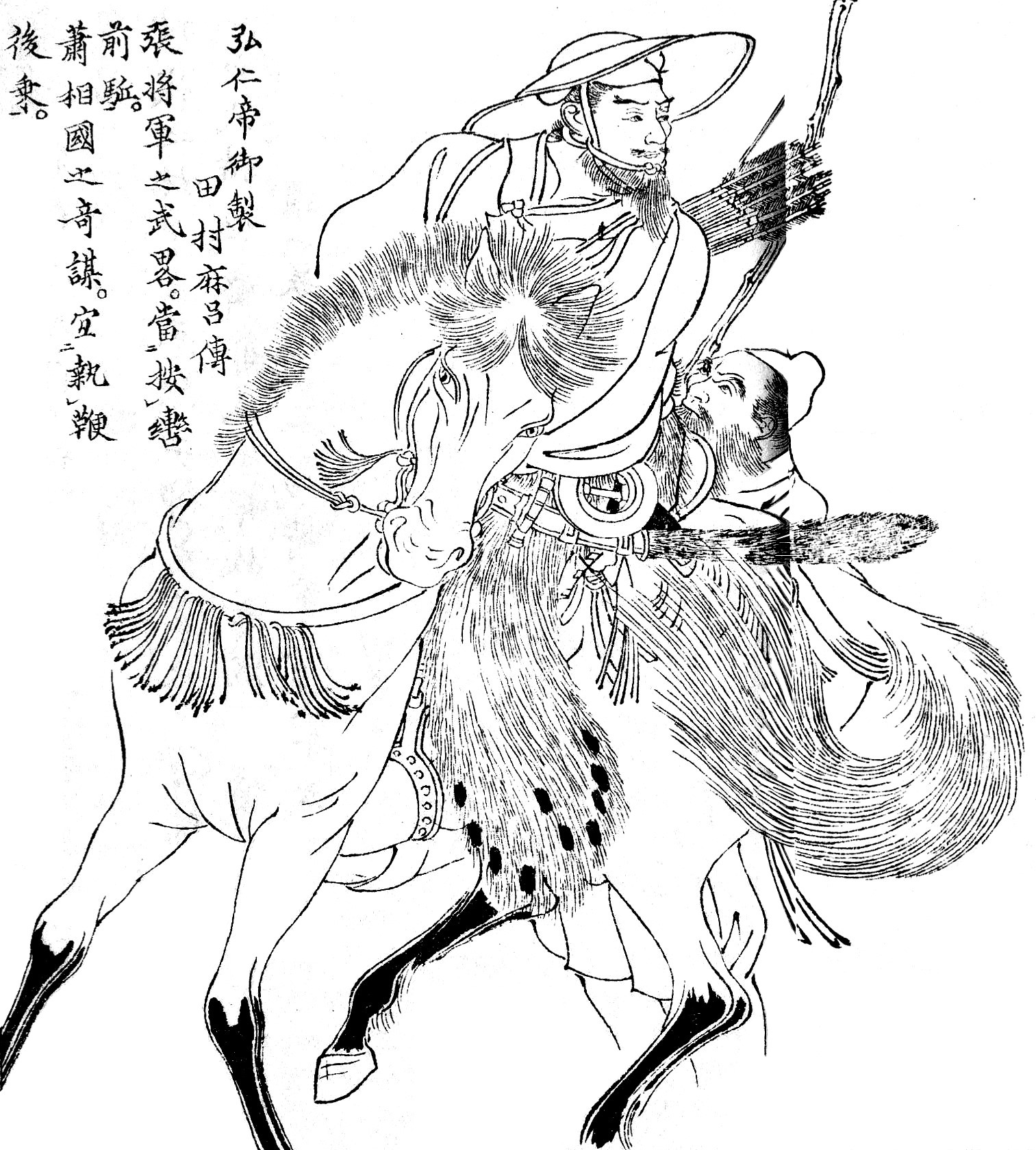
坂上田村麻呂菊池容斎『前賢故実』。

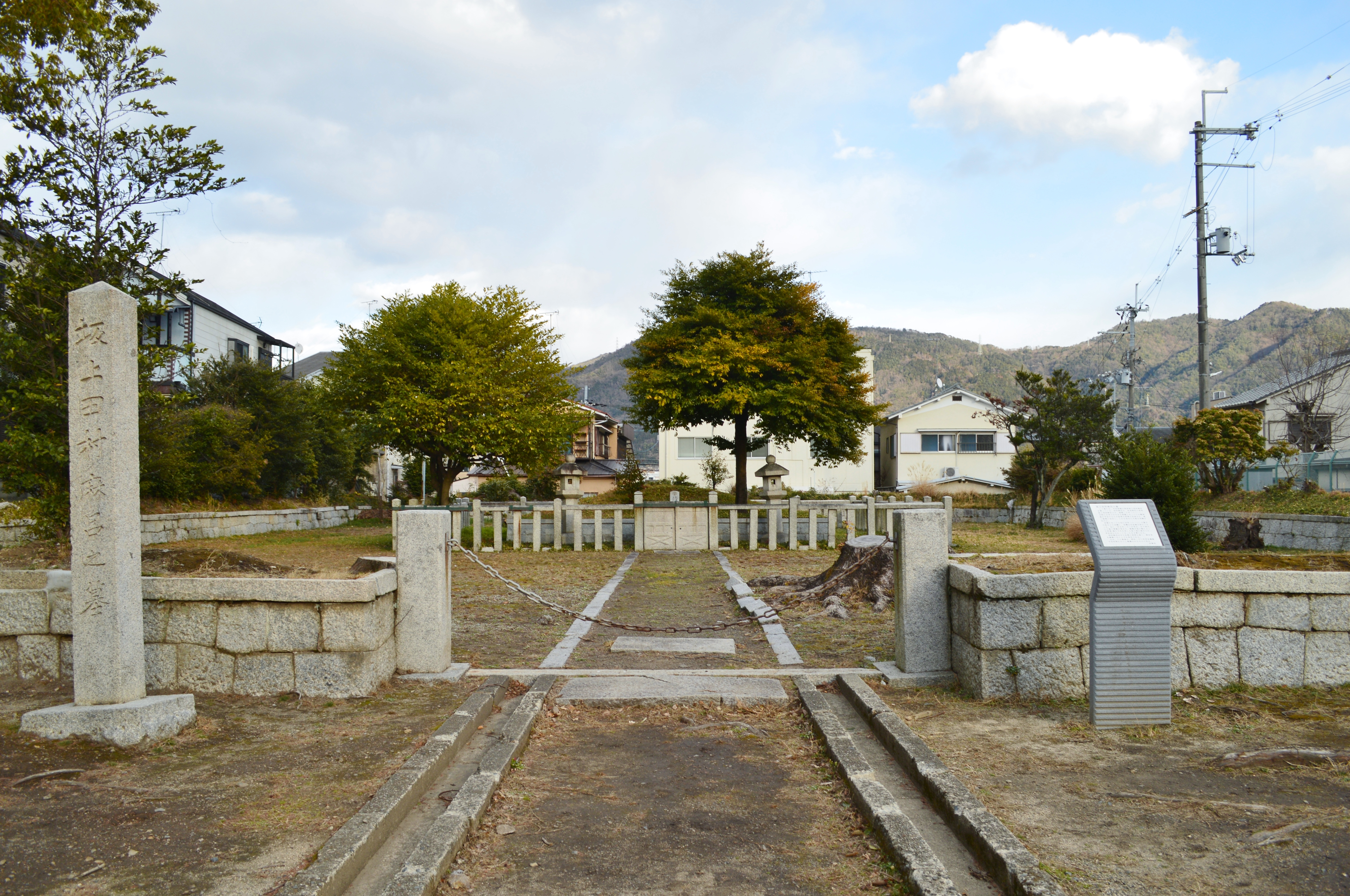
中臣十三塚の坂上田村麻呂墓

古代公卿・武官の坂上田村麻呂（758-811年）の墓とする説。文献史学の立場からの説である。
1973年（昭和48年）に地元研究家の鳥居治夫が『山城国宇治郡山科郷古図』の条里分析を基に論じたが、その時点ではあまり注目はされなかった。2007年（平成19年）に京都大学の吉川真司が鳥居治夫の研究を評価するとともに、『清水寺縁起』の記述等から説を裏付け、近年では有力視されている。
文献では坂上田村麻呂の墓について、『日本後紀』弘仁2年（811年）10月17日条では「山城国宇治郡地三町」を墓地として与えたとする。また『清水寺縁起』では、同じ日付を持つ次の弘仁2年10月17日付太政官符が引用される（『田邑麻呂伝記』にも同様の記述）。
これによれば、墓地は「山城国宇治郡七条咋田里西栗栖村」に所在すると見えるが、「咋田里西」は『山科郷古図』に見える「咋田西里」の誤りとされる。吉川真司は、条里分析によって推定墓域の範囲内に西野山古墓が所在するとする。
また『田邑麻呂伝記』では、坂上田村麻呂の死後について次のように見える。
これによれば「甲冑・兵仗・剣鉾・弓箭・糒塩」が副葬され、東に向かい立ったまま葬られたとされる。
西野山古墓の内容として、出土品のうち革帯飾石は三位以上および四位の参議が用いた白玉の可能性が高い点、大刀・鉄鏃の出土は「兵仗・弓箭」の副葬を意味する点、瓦硯は長岡京期-平安時代初期のものとされる点から、被葬者は8世紀末-9世紀初頭に死去した公卿クラスの上級貴族・武官と評価される。また立地としても、京都盆地へ入る滑石越の登り口に所在することから、平安京への東の玄関に東面して配されたとも指摘される。一方で、史料には甲冑を着せて埋葬したとあるが甲冑等は実際には出土していないことから、考古学的な立場から否定的な見解も挙げられる。
なお東方の中臣十三塚では、古墳の1つ（花木塚）が近世に坂上田村麻呂墓に考証され、1895年（明治28年）の平安遷都1100年記念の際に整備されている。

### 中臣氏一族説
古代氏族の中臣氏一族に比定する説。坂上田村麻呂説の以前から提唱される説である。
中臣氏一族説は、一帯が中臣氏の本貫地であることを根拠とする。東方の中臣遺跡では、「中臣十三塚」と通称される古墳時代後期-終末期の古墳群が分布し、中臣氏との関係が示唆される。

### 桓武天皇陵説
西野浩二は、甲冑が出土していない点から坂上田村麻呂説に懐疑的な立場をとり、墓誌等の文字資料が出ていない点、正倉院宝物に匹敵する大刀の出土の点から、考古学的立場としては積極的に坂上田村麻呂に比定するには至らないとする。2021年（令和3年）には現地測量調査において西野山古墓の所在を確認したのと付近に未報告の遺構があると報告し、『延喜式』諸陵寮 桓武天皇柏原陵の「加丑寅角二岑一谷」の景観との共通性から、桓武天皇（737-806年）の真陵の可能性を視野に入れる。なお、桓武天皇陵は中世には所在不明となっており、現陵は安政年間（1854-1860年）に伏見城跡地において考証されたものである。

## 文化財

### 国宝
- 山科西野山古墳出土品 一括（考古資料）
内訳は後出。京都大学総合博物館保管。1936年（昭和11年）9月6日に国宝保存法に基づき国宝（旧国宝）に指定、1950年（昭和25年）の文化財保護法施行により国の重要文化財に指定、1953年（昭和28年）3月31日に国宝（新国宝）に指定[4]。

- 金装大刀残闕 1口（附 帯執革飾金具4箇）
- 革帯飾石残片 一括（附 金鋲一括）
- 金銀平脱双鳳文鏡 1面（附 鏡奩残片2箇）
- 刀子残闕 1口
- 鉄鏃 一括
- 鉄板 2枚
- 瓦硯残闕 1面
- 陶製水滴 1口
- 鉄釘 一括

## 関連施設
- 京都大学総合博物館（京都府京都市左京区吉田本町） - 西野山古墓の出土品を保管（常設展示なし）。

## 関連文献
（記事執筆に使用していない関連文献）
- 島田貞彥「最近發見せられたる平安朝時代の墳墓」『歴史と地理』第4巻第1号、史学地理学同攷会、1919年、107-108頁。
- 梅原末治「山科村西野山ノ墳墓ト其ノ發見ノ遺物」『京都府史蹟勝地調査會報告 第二冊』京都府、1920年。 - リンクは国立国会図書館デジタルコレクション。
- 鳥居治夫「山城国宇治郡条里に関する考察」『近江 郷土史研究』第4号、近江考古学研究会、1973年。